# Макаровське лісництво
Макаровське лісництво (рос. Макаровское лесничество) — присілок в Жуковському районі Калузької області Російської Федерації.
Населення становить 24 особи. Входить до складу муніципального утворення Присілок Тростя.

## Історія
Від 2004 року входить до складу муніципального утворення Присілок Тростя

## Населення
| 2002 | 2010 |
| ---- | ---- |
| 46   | ↘24  |